# Pablo Páramo
Pablo Páramo Bernal (Bogotá, 1955) es un psicólogo, docente e investigador colombiano de la Universidad Católica de Colombia, magíster en Ciencias en la Universidad de Surrey (Inglaterra) y Ph.D de la Universidad de la Ciudad de Nueva York(CUNY). Actualmente trabaja en la Universidad Pedagógica Nacional.
Ha sido catedrático e investigador de varias universidades del país, entre ellas la Universidad Nacional de Colombia, Universidad de los Andes, la Universidad Javeriana y la Universidad Piloto.
En el área epistemológica, Páramo ha trabajado en el desarrollo del concepto de «investigación alternativa», aportando con ello a la discusión teórica de la problemática metodológica en Ciencias Sociales. En otro ámbIto, ha hecho aportes para la educación ambiental, introduciendo las «reglas pro-ambientales». En el área de urbanismo, ha contribuido con el desarrollo de una «gramática espacial urbana», el concepto de «comportamiento urbano responsable» y la noción de «sociolugares».

## Obras publicadas
- El significado de los lugares públicos para la gente de Bogotá. Bogotá: Universidad Pedagógica Nacional. 2007. p. 172. ISBN 978-958-8316-28-4.
- Historia social situada en el espacio público de Bogotá desde su fundación hasta el siglo XIX. Bogotá: Universidad Pedagógica Nacional. 2013. ISBN 978-958-8650-52-4.
- Sociolugares públicos. Universidad Pedagógica Nacional. 2017. p. 188. ISBN 978-958-5416-13-0.
- Pablo Páramo y Mónica Cuervo (2009). La experiencia urbana en el espacio público de Bogotá en el siglo XX. Universidad Pedagógica Nacional-Universidad Piloto de Colombia-Iberoamericana-Universidad Santo Tomás. p. 323. ISBN 978-958-8316-92-5.
- Investigación en ciencias sociales: discusiones epistemológicas, La. Universidad Piloto de Colombia. 2013. ISBN 978-958-8537-66-5.

Páramo es además editor de la serie  La investigación en ciencias sociales: 
- Discusiones epistemológicas, Universidad Piloto de Colombia (2013)
- Estrategias de investigación Universidad Piloto de Colombia (2015)
- La recolección de Información (Lemoine, 2017); e Historia del método en las ciencias sociales (Lemoine, 2019).

## Aporte Social
Las nociones desarrolladas por el profesor Páramo han sido objeto de análisis y discusiones tanto en foros académicos como asimismo en el contexto de la planificación urbanística de las ciudades. Un ejemplo de ello es el plan para la ciudad de Bogotá impulsado por la Alcaldía, que se propone la recuperación del espacio público urbano mediante ofertas culturales, recreativas y deportivas gestionadas en «Centros Felicidad», para fortalecer el valor de los barrios como elementos urbanos. Esta planificación urbanística que se orienta a mejorar la convivencia ciudadana se fundamenta en la noción de Páramo de los «sociolugares».
Por otra parte, algunas de sus opiniones respecto de la percepción que tiene la gente sobre el espacio público, concretamente sobre la ciudad de Bogotá, difieren de la de otros expertos urbanísticos. Páramo considera que parte importante de la mala percepción de la gente del espacio público es debido a la información negativa de los medios.
Los espacios públicos se consideran objeto de intervención educativa para la ciudadanía en Colombia, pero no existe hasta ahora un seguimiento de resultados desde que iniciaron este tipo de intervenciones (en los años 1990). Las aproximaciones educativas de Páramo han tratado de poner a prueba algunas estrategias.
En octubre de 2015 el Dr. Páramo fue invitado por la organización Parque Explora de Medellín en el marco de la Fiesta del Libro para hablar sobre el tema "Ciencia en Bicicleta/El optimismo tiene cara de calle". Pablo Páramo (Conferencista) (2015). "Ciencia en Bicicleta/El optimismo tiene cara de calle" (Video). Colombia: Parque Explora Medellín. Consultado el 2015. 
En diciembre de 2019 el Dr. Páramo participó como moderador en el conversatorio realizado en el Foro  'La ciudad y los espacios públicos: integración y bienestar' organizado por la revista Semana, la Alcaldía Mayor de Bogotá, el Instituto de Recreación y Deporte y el Grupo Energía de Bogotá. A continuación la información completa del foro a través del video que reposa en Youtube y a partir del minuto 1:40:51 comienza el conversatorio que dirigió el Dr. Pablo Páramo hasta el minuto 2 :14 :09. 
Pablo Páramo (moderador) (2019). Foro  'La ciudad y los espacios públicos: integración y bienestar' (video). Colombia: Foros Semana.  Escena en minuto 1:40:51 hasta el 2:14:09. Consultado el 10 de enero de 2020. «Conversatorio».
El 18 de noviembre de 2020 el Dr. Páramo fue entrevistado por el canal de televisión Canal Capital de la ciudad de Bogotá en el espacio 'Capital en línea #EnLosParquesYo',  sobre el tema "Parques: clave para la salud y la convivencia en las ciudades" Pablo Páramo (Entrevistado) (2020). "Parques: clave para la salud y la convivencia en las ciudades" (video). Colombia.  Escena en 1:49 minutos. Consultado el 18 de noviembre de 2020.

## Reconocimientos y premios
Páramo recibió la condecoración Augusto Ángel Maya de parte de  la Secretaría Distrital de Ambiente en el día de la Educación ambiental en enero de 2022 por sus aportes a la construcción del pensamiento ambiental colombiano. 
Premios: Beca del Consejo Británico para adelantar estudios de Maestría en Ciencia (M.Sc) en la Universidad de Surrey  y de la Fundación Fulbright para adelantar sus estudios de Doctorado (Ph.D) en los Estados Unidos.